# Blake sotto assedio!
Blake sotto assedio!  (Get Blake!/Objectif Blake!) è una serie animata franco-statunitense prodotta da Marathon Group, in collaborazione con Nickelodeon e Gulli Viene trasmesso negli Stati Uniti dal 2 marzo 2015 su Nickelodeon e in Italia dal 27 aprile dello stesso anno sempre su Nickelodeon e su Super!

## Trama
Tre scoiattoli alieni provenienti dallo spazio e dal futuro vogliono impedire che Blake diventi un SuperRanger Spaziale, questi cercheranno di fermarlo e di distruggerlo

## Personaggi
- Blake Myers: è il protagonista della serie. Un tredicenne intelligente, furbo, geniale, non ingenuo e realista.
- Mitch de La Cruz: il co-protagonista. È allergico alla Papaya. Il suo miglior amico e Blake. È cicciotello ed è altamente sfortunato ma Blake lo aiuta in tante cose.
- Leonard: uno scoiattolo alieno che vive con Maxus e Jerome rifugiati nell'albero dell'albergo di Blake. Odia gli umani, è pazzo e non riesce a finire il suo obiettivo.
- Jerome: un altro scoiattolo alieno. Il più stupido. È ottimista e ciccione.
- Maxus: un altro scoiattolo alieno. È il più furbo.
- John Vandus 1er: il comandante degli scoiattoli, li parla dal loro pianeta.

## Doppiaggio
| Personaggio       | Doppiatore inglese | Doppiatore francese | Doppiatore italiano |
| ----------------- | ------------------ | ------------------- | ------------------- |
| Blake Myers       | Robbie Daymond     | Julien Crampon      | Mattia Bressan      |
| Mitch De La Cruz  | Spike Spencer      | Emmanuel Garijo     | Alessandro Germano  |
| Leonard           | Kevin Glickman     | Jèrèmy Prèvost      | Claudio Moneta      |
| Jerome            | Danny Katiana      | Emmanuel Garijo     | Federico Zanandrea  |
| Maxus             | John T. Fisher     | Martial Le Minoux   | Gianluca Iacono     |
| John Vandus       | Kevin Glickman     | Philippe Catoire    | Marco Pagani        |
| Zorka             | ?                  | Emmanuel Curtil     | Andrea Bolognini    |
| Skye Gunderson    | Katie Leigh        | Audrey Sablè        | Katia Sorrentino    |
| Roy Cronk         | Faruq Tauheed      | Gèrard Surugue      | Massimiliano Lotti  |
| Dale Myers        | Derek Dressler     | Mark Lesser         | Gabriele Calindri   |
| Darla Myers       | Tarah Consoli      | Alexandra Garijo    | Dania Cericola      |
| Carmen De La Cruz | Yeni Alvarez       | Fily Keita          | Lorella De Luca     |

## Episodi
| Stagione       | Episodi | Prima TV USA | Prima TV Italia |
| -------------- | ------- | ------------ | --------------- |
| Prima stagione | 26      | 2015         | 2016            |